# Срібна стрічка
«Срібна стрічка» (італ. Nastro d’Argento) — кінематографічна нагорода, яку присуджує з 1946 року Італійський національний синдикат кіножурналістів. Є найстарішою кінопремією в Європі. Вручається щороку в декількох категоріях.

## Історія
Премію було засновано з метою «сприяти постійному художньому, технічному і промисловому поліпшенню в італійського кінематографі та винагороджувати відповідні досягнення».
Рішення про присудження нагороди приймають загальним голосуванням членів асоціації. Традиційне вручення премії відбувалося в сицилійському місті Таормині, але з 2005 року церемонія нагородження проходить на кіностудії Чінечітта у передмісті Рима. З 1946 по 1956 рік премії вручалися за фінансовий рік, з 1957 року — за календарний рік. Перша премія вручалася у десяти номінаціях, у 2015 році було вручено премії у 35 номінаціях (включаючи премії за особливі заслуги і спеціальні іменні премії). З 1957 року за аналогією з Оскаром окрім переможців премії було введено категорію номінантів на нагороду та відповідним чином було змінено церемонію нагородження. «Срібна стрічка» вважається однією з двох найзначиміших італійських кінопремій (нарівні з премією Давид ді Донателло).

## Категорії
| Категорія                            | Оригінальна назва                  | Рік                                  |
| ------------------------------------ | ---------------------------------- | ------------------------------------ |
| Найкращий фільм                      | Miglior film                       | з 2017                               |
| Найкращий режисер                    | Regista del miglior film           | з 1946                               |
| Найкращий іноземний режисер          | Regista del miglior film straniero | з 1946                               |
| Найкращий новий режисер              | Miglior regista esordiente         | з 1972                               |
| Найкращий продюсер                   | Migliore produttore                | з 1954                               |
| Найкраща кінокомедія                 | Migliore commedia                  | з 2009                               |
| Найкращий сюжет                      | Migliore soggetto                  |                                      |
| Найкращий документальний фільм       | Miglior documentario               | з перервами з 1946                   |
| Найкращий короткометражний фільм     | Miglior cortometraggio             | з 1956                               |
| Найкращий фільм у 3D                 | Migliore film in 3D                | з 2010                               |
| Найкраща жіноча роль                 | Migliore attrice protagonista      | з 1946                               |
| Найкраща чоловіча роль               | Migliore attore protagonista       | з 1946                               |
| Найкраща жіноча роль другого плану   | Migliore attrice non protagonista  | з 1946                               |
| Найкраща чоловіча роль другого плану | Migliore attore non protagonista   | з 1946                               |
| Найкращий актор-дебютант             | Migliore attore esordiente         | один раз у 1948 році, та з 1973 року |
| Найкраща акторка-дебютантка          | Migliore attrice esordiente        | з 1972                               |
| Найкращий сценарій                   | Migliore sceneggiatura             | з 1948                               |
| Найкращий оператор                   | Migliore fotografia                | з 1946                               |
| Найкращий монтаж                     | Migliore montaggio                 | з 1999                               |
| Найкращі декорації                   | Migliore scenografia               | з 1946                               |
| Найкращі костюми                     | Migliori costumi                   | з 1953                               |
| Найкраща звукова доріжка             | Migliore colonna sonora            | з 1947                               |
| Найкращий звук                       | Migliore sonoro in presa diretta   | з 2002                               |
| Найкраща оригінальна пісня           | Migliore canzone originale         | з 1999                               |
| Спеціальна «Срібна стрічка»          | Nastro d'argento speciale          | з 1951                               |
| Найкращий кастинг                    | Miglior casting director           | з 2014                               |
| Приз за досягнення в кар'єрі         | Nastro d'argento alla carriera     | з 1984                               |